# Піттсфілд (Нью-Йорк)
Піттсфілд (англ. Pittsfield) — місто (англ. town) в США, в окрузі Отсего штату Нью-Йорк. Населення — 1312 особи (2020).

## Демографія
Згідно з переписом 2010 року, у місті мешкало 1366 осіб у 536 домогосподарствах у складі 378 родин. Було 696 помешкань
Расовий склад населення:
| - 96,3 % — білих - 0,7 % — чорних або афроамериканців - 0,7 % — азіатів - 0,1 % — корінних американців |

До двох чи більше рас належало 1,8 %. Частка іспаномовних становила 1,7 % від усіх жителів.
За віковим діапазоном населення розподілялося таким чином: 21,4 % — особи молодші 18 років, 63,5 % — особи у віці 18—64 років, 15,1 % — особи у віці 65 років та старші. Медіана віку мешканця становила 44,4 року. На 100 осіб жіночої статі у місті припадало 103,0 чоловіків;  на 100 жінок у віці від 18 років та старших — 99,8 чоловіків також старших 18 років.
Середній дохід на одне домашнє господарство  становив 69 613 долари США (медіана — 47 500), а середній дохід на одну сім'ю — 72 286 доларів (медіана — 51 250). Медіана доходів становила 47 500 доларів для чоловіків та 40 417 доларів для жінок. За межею бідності перебувало 13,4 % осіб, у тому числі 20,1 % дітей у віці до 18 років та 7,0 % осіб у віці 65 років та старших.
Цивільне працевлаштоване населення становило 598 осіб. Основні галузі зайнятості: освіта, охорона здоров'я та соціальна допомога — 23,4 %, виробництво — 16,9 %, фінанси, страхування та нерухомість — 14,5 %.